# Frank Barton
Frank Barton (Barton-upon-Humber, 22 ottobre 1947) è un ex calciatore inglese, di ruolo centrocampista.

## Carriera
Esordisce tra i professionisti nel 1964, all'età di 17 anni, con lo Scunthorpe Utd, club della terza divisione inglese; trascorre quattro stagioni consecutive con gli Irons, tutte in questa categoria, totalizzando complessivamente 96 presenze e 23 reti in partite di campionato. Nella parte finale della stagione 1967-1968 si trasferisce al Carlisle Utd, in seconda divisione: rimane nel club fino al termine della stagione 1971-1972, totalizzando complessivamente 165 presenze e 22 reti in questa categoria. Nell'estate del 1972 si trasferisce al Blackpool, con cui nella stagione 1972-1973 realizza una rete in 18 presenze sempre in seconda divisione; dal 1973 al 1976 gioca invece in terza divisione al Grimsby Town, con cui nell'arco di un triennio gioca 123 partite di campionato, nelle quali realizza 15 reti.
Dal 1976 al 1978 gioca invece in quarta divisione al Bournemouth, all'Hereford Utd in terza divisione e poi nuovamente al Bournemouth in quarta divisione, sempre da titolare (110 presenze ed 8 reti in incontri di campionati con i due club nell'arco di due campionati e mezzo). Dal 1978 al 1982 ha giocato invece nella NASL con i Seattle Sounders, con cui ha realizzato in tutto 11 reti in 78 partite di campionato giocate.
In carriera ha totalizzato complessivamente 509 presenze e 82 reti nei campionati della Football League.
A fine carriera è stato per un biennio (dal 1994 al 1996) vice allenatore dei Seattle Sounders.